# Großbadegast
Großbadegast ist ein Ortsteil der gleichnamigen Ortschaft der Stadt Südliches Anhalt im Landkreis Anhalt-Bitterfeld in Sachsen-Anhalt (Deutschland).

## Geografie
An Großbadegast grenzt nordwestlich Köthen (Anhalt).

## Geschichte
Badegast wurde erstmals im Jahr 1162 erwähnt. 1370 ist Badegast in Groß- und Kleinbadegast unterteilt worden, früher auch Groß- bzw. Klein-Badegast geschrieben. In Großbadegast gab es ein Rittergut, welches dem Herzog von Anhalt-Köthen gehörte. In Kleinbadegast befand sich ein dem Freiherrn von Salmuth gehörendes Rittergut nebst Schäferei.
Am 20. Juli 1950 wurde die bis dahin eigenständige Gemeinde Pfriemsdorf nach Kleinbadegast eingemeindet.
Am 1. Januar 1970 wurde Kleinbadegast mit dem zugehörigen Ortsteil Pfriemsdorf nach Großbadegast eingemeindet.
Bis zur Neubildung der Einheitsgemeinde Südliches Anhalt am 1. Januar 2010 war Großbadegast eine selbständige Gemeinde in der Verwaltungsgemeinschaft Südliches Anhalt mit den zugehörigen Ortsteilen Kleinbadegast und Pfriemsdorf.

## Politik
Letzter Bürgermeister der Gemeinde Großbadegast war Sören Friedrich.

## Kultur und Sehenswürdigkeiten

### Bauwerke
Kirche in Großbadegast mit einem Zweiflügelaltar aus dem 16. Jahrhundert sowie der Hochaltar von 1862. 2019 erhielt sie neue Kirchenfenster, die von dem bekannten Künstler Tony Cragg gestaltet wurden.

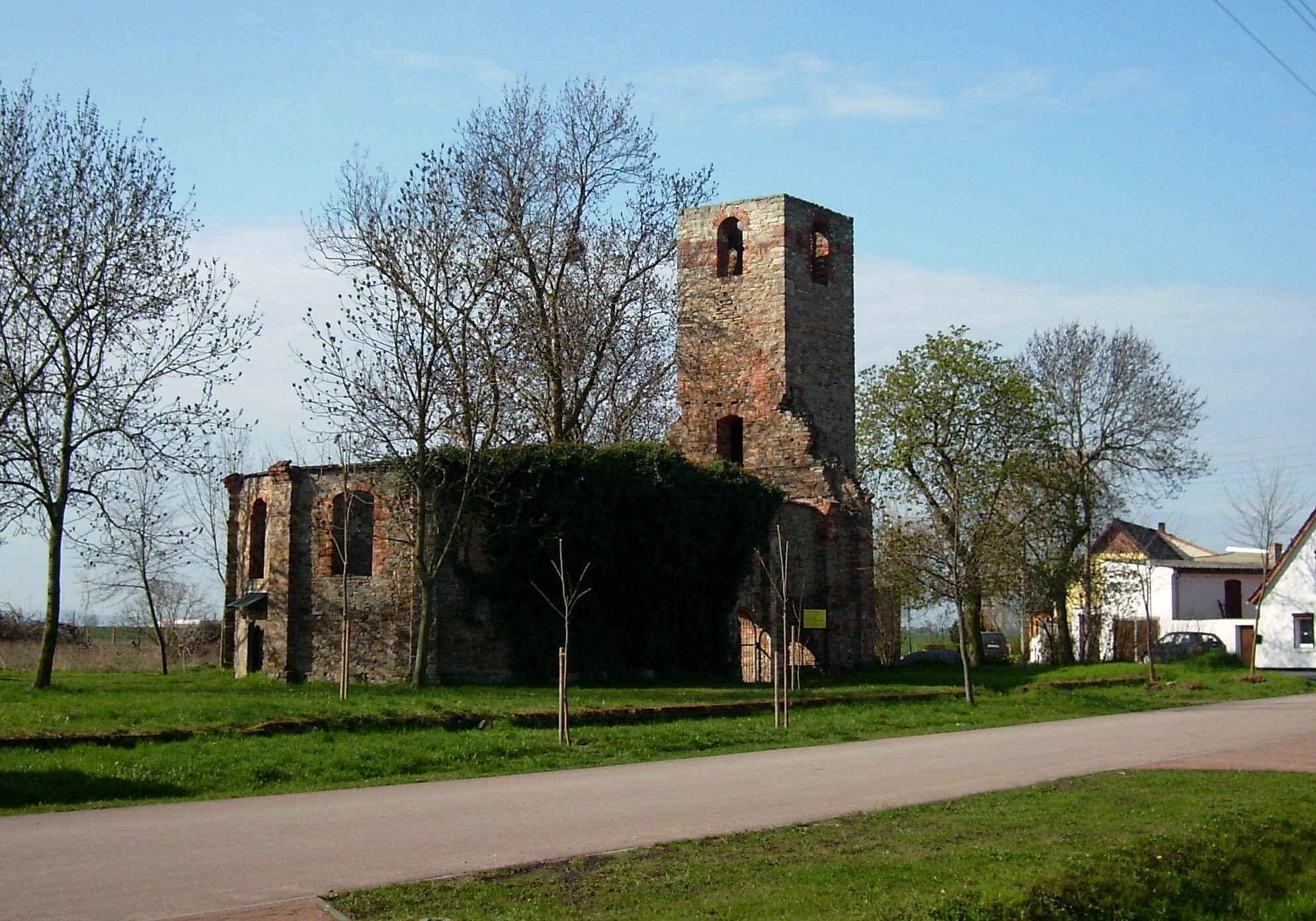
Kirchenruine Kleinbadegast

Die Kirche in Kleinbadegast ist eine Ruine und daher nicht mehr nutzbar.

### Friedhof
- Sammelgrab auf dem Alten Friedhof für vier 1944 umgekommene unbekannte sowjetische Kriegsgefangene, die während des Zweiten Weltkrieges Opfer von Zwangsarbeit wurden

### Denkmal
- Gedenkstätte aus dem Jahre 1962 zur Erinnerung an den KPD-Vorsitzenden Ernst Thälmann, der 1944 im KZ Buchenwald ermordet wurde

## Wirtschaft und Infrastruktur
Westlich von Großbadegast verläuft in unmittelbarer Nähe die Bundesstraße 183 von Bitterfeld-Wolfen nach Köthen (Anhalt).

## Persönlichkeiten
- Franz Krüger (1797–1857), deutscher Maler und Grafiker
- Otto Theodor von Seydewitz (1818–1898), deutscher Politiker